# Sarah Price
Sarah (Sally) L. Price FRS é uma professora de físico-química da University College London.

## Prêmios e honrarias
Sarah Price foi eleita membro da Royal Society (FRS) em 2017